# Argynnis locuples
Argynnis locuples is een vlinder uit de familie van de Nymphalidae. De wetenschappelijke naam van de soort is voor het eerst geldig gepubliceerd in 1881 door Arthur Gardiner Butler.